# Fatemah Alzelzela
Fatemah Alzelzela es una ingeniera eléctrica y defensora del medio ambiente (Kuwait) cofundadora de una organización sin fines de lucro que recicla basura de instituciones educativas, locales comerciales y hogares en Medio Oriente. Fue reconocida por el Programa de las Naciones Unidas para el Medio Ambiente como Joven Campeona de la Tierra.

## Trayectoria
En 2019, fundó Eco Star, proyecto que surge a partir de su propia inversión monetaria para reciclar toneladas de papel, plástico y metal ya que a pesar de que Kuwait se encuentra posicionado entre los países más ricos del mundo, no cuentan con un programa para la gestión y clasificación de residuos; por lo que estableció alianzas con viveros para el intercambio de plantas por de insumos que proporcionan personas y empresas para su reciclaje.
Además, con este proyecto se generaron acuerdos con escuelas para la implementación de talleres sobre temas de reciclaje para las infancias, medio ambiente y algunas acciones que se pueden llevar a cabo para el cuidado de la naturaleza.

## Reconocimientos
- Jóvenes Campeones de la Tierra (2020), por el Programa de las Naciones Unidas para el Medio Ambiente (PNUMA).[2]